# Agafangel (Preobraženskij)
Agafangel (světským jménem: Alexandr Lavrentěvič Preobraženskij; 9. října 1854, Močily – 16. října 1928, Kiněšma) byl ruský duchovní Ruské pravoslavné církve, metropolita jaroslavský a rostovský. Pravoslavná církev jej uctívá jako světce zařazeného do Sboru všech novomučedníků a vyznavačů ruských.

## Život
Narodil se 9. října 1854 ve vesnici Močily Tulské gubernie v rodině kněze.
Roku 1871 dokončil Veňovské duchovní učiliště. Poté pokračoval ve studiu na Tulském duchovním semináři a Moskevske duchovní akademii.
Od roku 1881 přednášel latinu na Raněnburském duchovním učilišti. Dne 7. prosince 1882 se stal asistentem dohledu Skopinského duchovního učiliště.
Po jedenácti měsících manželství zemřela jeho žena Anna Fjodorova na sepsi.
Dne 7. března 1885 byl postřižen na monacha a přijal mnišské jméno Agafangel a o tři dny později byl rukopoložen na jeromonacha. Při vysvěcení získal právo nosit nabedrennik a stříbrný náprsní kříž.
Dne 4. prosince 1886 se stal inspektorem Tomského duchovního semináře s povýšením na igumena. Od 28. února 1888 byl rektorem Irkutského duchovního semináře s povýšením na archimandritu.
Dne 10. září 1889 proběhla jeho biskupská chirotonie na biskupa kirenského a druhého vikáře irkutské eparchie. Světiteli byli arcibiskup irkutský a něrčinský Veniamin (Blagonravov) a biskup selenginský Makarij (Darskij).
Dne 17. července 1893 byl ustanoven biskupem tobolským a sibirským. Navštěvoval odlehlé oblasti své eparchie pro misijní účely.
Dne 4. října 1897 se stal biskupem rižským a mitauským.
Byl čestným členem Imperiální pravoslavné palestinské společnosti.
Dne 6. května 1904 byl povýšen na arcibiskupa.
Díky jeho úsilí bylo mnoho chrámů renovováno a postaveno. Roku 1905 svolal eparchiální shromáždění, kde bylo např. rozhodnuto o připuštění laiků k volbě duchovních.
Dne 13. srpna 1910 byl jmenován arcibiskupem litevským a vilniuským.
Za svou službu církvi získal 6. května 1912 právo nosit diamantový kříž na klobuku.
Jako monarchista odmítl povolit slavnostní náboženské procesí k pomníku M. M. Muravjov-Vilenského.
Dne 22. prosince 1913 byl ustanoven arcibiskupem jaroslavským a rostovským. V tomto období se účastnil monarchistického hnutí – přispěl ke sjednocení monarchistických organizací, sblížil se s rodinou předsedy Jaroslavlské části Svazu ruského lidu Ivana N. Kacaurova. Pomáhal armádě organizováním nemocnic a posíláním kněží na frontu.
V listopadu 1917 byl povýšen na metropolitu.
V únoru 1918 jej patriarcha moskevský Tichon jmenoval druhým kandidátem na post patriarchálního locum tenens (zástupce patriarchálního trůnu).
V důsledku trestního stíhání patriarchy Tichona, převedl 12. května 1922 patriarchální správu na metropolitu Agafangela a povolal ho do Moskvy. Úřady však nedovolili metropolitovi opustit Jaroslavl.
Dne 16. června 1922 bylo vydáno prohlášení metropolity Sergije (Stragorodského), arcibiskupa Jevdokim (Meščerskij) a arcibiskup Serafim (Meščerjakov), kdy uznali za vedení církve renovační Vyšší církevní správu. Dne 18. června metropolita Agafangel reagoval výzvou, aby duchovní a laici nenásledovali renovační správu.
Od 28. června 1922 byl vězněn v Spaso-preobraženském monastýru v Jaroslavli. Poté byl převezen do samovazby v Jaroslavli a na podzim 1922 do vězení OGPU v Moskvě. Dne 25. listopadu 1923 byl odsouzen na tři roky vyhnanství. Pobýval ve vesnici Kolpaševo.
I když byl druhým patriarchálním "locum tenens" v dubnu 1925 převzal tuto funkci třetí kandidát metropolita Petr (Poljanskij).
Na konci svého exilu byl od podzimu 1925 do jara 1926 vězněn v Permu.
Po zatčení metropolity Petra (Poljanského), oznámil 18. dubna 1926 převzetí funkce patriarchálního locum tenens'. Dne 13. května se setkal s metropolitou Sergijem (Stragorodským), a nakonec se 8. června 1926 vzdal této funkce. Vrátil se do Jaroslavli.
Byl v opozici proti metropolitu Sergijovi, který nepodezříval Agafangela z touhy po moci, ale z nevědomosti situace církve.
Roku 1928 se jeho zdravotní stav zhoršil, infarkty byly častější a v polovině září 1928 byl již upoután na lůžko. Zemřel 16. října 1928. Pohřben byl v kryptě chrámu svatého Leontije Rostovského v Jaroslavli. K pohřbení došlo až po sedmi dnech. Podle očitého svědka tělo nezapáchalo ale vydávalo příjemnou vůni. Nyní se jeho ostatky nachází v Kazaňském chrámu Kazaňského monastýru v Jaroslavli.

## Kanonizace
Na jubilejním soboru Ruské pravoslavné církve byl v srpnu 2000 svatořečen jako vyznavač a zařazen do Sboru všech novomučedníků a vyznavačů ruských.